# セナーゴ
セナーゴ（伊: Senago）は、イタリア共和国ロンバルディア州ミラノ県にある、人口約21,000人の基礎自治体（コムーネ）。

## 地理

### 位置・広がり

#### 隣接コムーネ
隣接するコムーネは以下の通り。括弧内のMBはモンツァ・エ・ブリアンツァ県所属を示す。
- ボッラーテ
- チェザーテ
- ガルバニャーテ・ミラネーゼ
- リンビアーテ (MB)
- パデルノ・ドゥニャーノ

### 地震分類
イタリアの地震リスク階級 (it) では、4 に分類される
。

## 行政

### 分離集落
セナーゴには、以下の分離集落（フラツィオーネ）がある。
- Castelletto, Senago-Centro, Mascagni, Lazzaretto, Senaghino, Gaggiolo

## スポーツ
- ユーロブルン・レーシング - 当地に本拠地ファクトリーを置いた自動車レーシングチーム[6]。1988年から1990年までF1世界選手権に参戦した。